# Kim Jong-kyu
Kim Jong-kyu   (2 de març de 1958) és un lluitador sud-coreà, ja retirat, especialista en lluita lliure, que va competir durant les dècades de 1970 i 1980.
El 1984 va prendre part en els Jocs Olímpics d'Estiu de Los Angeles, on guanyà la medalla de plata en la competició del pes mosca del programa lluita lliure. En el seu palmarès també destaquen dues medalles en els Jocs Asiàtics,de plata el 1978 i de bronze el 1982.